# Terceiro Cinema
O Terceiro Cinema (em espanhol: Tercer Cine) é um movimento do cinema da América Latina iniciado entre os anos 1960 e 1970, cuja intenção é criticar o neocolonialismo, o capitalismo e o modelo cinematográfico de Hollywood com o único propósito de fazer dinheiro.